# 123818 Helenzier
123818 Helenzier este un asteroid din centura principală de asteroizi.

## Descriere
123818 Helenzier este un asteroid din centura principală de asteroizi. A fost descoperit pe 31 ianuarie 2001 la Junk Bond Observatory de David Healy (astronom). Asteroidul prezintă o orbită caracterizată de o semiaxă mare de 2,85 ua, o excentricitate de 0,02 și o înclinație de 3,0° în raport cu ecliptica.